# Stephen Murphy
Stephen Murphy är en amerikansk serieskapare, främst känd för sitt arbete med Turtles. Han har arbetat med såväl Mirageserierna, Tales of the TMNT och, under pseudonymen Dean Clarrain, Archieserierna. Han har också arbetat med 2003 års TV-serie.